# Březovice
Březovice (en allemand : Zolldorf) est une commune du district de Mladá Boleslav, dans la région de Bohême-Centrale, en République tchèque. Sa population s'élevait à 347 habitants en 2020.

## Géographie
Březovice se trouve à 14 km au nord-ouest de Mladá Boleslav et à 49 km au nord-est de Prague.
La commune est limitée au nord et à l'est par Bělá pod Bezdězem, au sud par Sudoměř et Doubravice (un quartier isolé de Katusice), et à l'ouest par Nosálov, Bezdědice (un quartier isolé de Bělá pod Bezdězem) et Žďár.

## Histoire
La première mention écrite de la localité remonte à 1348.

## Administration
La commune se compose de deux quartiers :
- Březovice
- Víska